# Túnel de expansión
En aeronáutica, los «túneles de expansión y de choque» son instalaciones de pruebas aerodinámicas con un interés específico en las pruebas de alta velocidad y alta temperatura. Los túneles de choque utilizan la expansión de la boquilla de flujo constante, mientras que los túneles de expansión utilizan la expansión inestable con mayor entalpía, o energía térmica. En ambos casos, los gases se comprimen y calientan hasta que se liberan, expandiéndose rápidamente por la cámara de expansión. Los túneles alcanzan velocidades de Mach 3 a Mach 30 para crear condiciones de prueba que simulan el vuelo hipersónico hasta la reentrada. Estos túneles son utilizados por agencias militares y gubernamentales para probar vehículos hipersónicos que se someten a una variedad de fenómenos naturales que ocurren durante el vuelo hipersónico.

## Proceso de expansión

### Túnel de expansión
Los túneles de expansión utilizan un sistema de diafragma doble en el que los diafragmas actúan como discos de ruptura o como alivio de presión. El túnel está dividido en tres secciones: impulsión, accionada y aceleración. La sección de impulsión está llena de gas helio a alta presión. La sección accionada está llena de un gas de prueba deseado a menor presión, como dióxido de carbono, helio, nitrógeno u oxígeno. La sección de aceleración se llena con un gas de prueba presurizado aún más bajo. Cada sección está dividida por un diafragma, que está destinado a romperse en secuencia, lo que provoca la ruptura del primer diafragma, mezclando y expandiendo el impulsor y el impulsado. Cuando la onda de choque golpea el segundo diafragma, este se rompe, lo que provoca que los dos gases se mezclen con la aceleración y se expandan por la sección de prueba cerrada. El tiempo de funcionamiento es de aproximadamente 250 microsegundos.

### Túnel de choque
Los túneles de choque reflejados calientan y presurizan un gas estancado mediante ondas de choque que se redirigen de nuevo al centro; esto excita los gases y produce movimiento, calor y presión. A continuación, los gases se liberan y se expanden a través de la boquilla y entran en la cámara de pruebas. El tiempo de funcionamiento es de aproximadamente 20 milisegundos.

## Pruebas
Durante el proceso de expansión, se realizan diversas pruebas para analizar las propiedades aerodinámicas y térmicas del vehículo de prueba. 
Resistencia por fricción superficialLa resistencia que se crea cuando un objeto se desplaza a través de un fluido, como un líquido o un gas.
Química de flujoEl análisis de las reacciones que tienen lugar durante un flujo continuo.
DurabilidadLa capacidad de resistir el deterioro.
TurbulenciaEl movimiento desordenado de los fluidos.
Transferencia de calorLa transferencia de energía térmica de un sistema a otro
AeroelásticoLas fuerzas creadas por el movimiento del aire y la forma en que el aire se curva alrededor del objeto
Protección térmicaLa capacidad de soportar la transferencia de calor, reduciendo la temperatura
VibraciónLa oscilación o sacudida de las moléculas

## Instrumentos de prueba
Medidor de transferencia de calor de película delgadaCuando el medidor se calienta, la resistencia cambia; esto provoca un cambio en el voltaje, que se utiliza para calcular la cantidad de calor transferido a un objeto
Transductor de presión piezoeléctricoBajo presión, los cristales se cargan eléctricamente, de forma proporcional a la presión ejercida
Espectrógrafo de diodo láserMide las propiedades de la luz refractada, generada por el láser que viaja a través del gas turbulento alrededor de un objeto
Balanza de fuerza y momentoSe utiliza para medir tres o seis componentes, tres fuerzas (elevación, arrastre y lateral) y tres momentos (cabeceo, balanceo y guiñada), para describir completamente las condiciones en el modelo. Las fuerzas sobre el modelo se detectan mediante galgas extensométricas situadas en la balanza. Cada galga mide una fuerza mediante el estiramiento de un elemento eléctrico o lámina en la galga. El estiramiento cambia la resistencia de la galga, lo que modifica la corriente eléctrica medida a través de la galga según la ley de Ohm. Este cambio de resistencia, que suele medirse mediante un puente de Wheatstone, está relacionado con la deformación por la cantidad conocida como factor de galga.